# Nedra Volz
Nedra Volz (18 de junho de 1908 – 20 de janeiro de 2003) foi uma atriz americana nascida em Montrose (Iowa). Atuou pouco na juventude até se tornar idosa. A partir da década de 1970 seu trabalho seria enfim reconhecido na televisão e também em filmes, onde  frequentemente interpretava avós e senhoras de idade. Em 20 de janeiro de 2003, Volz morreu de complicações da doença de Alzheimer em Mesa, Arizona.